# Coatsburg
Coatsburg est un village du comté d'Adams dans l'Illinois, aux États-Unis,. Un bureau postal est créé en 1856, sous le nom de Coatsburgh et le nom est changé en Coatsburg, en 1893. Le village est incorporé le 30 octobre 1901. Il est baptisé en référence à Robert Coats, un des premiers pionniers.

## Démographie
Lors du recensement de 2010, le village comptait une population de 147 habitants. Elle est estimée, en 2016, à 145 habitants.

## Source de la traduction
- (en) Cet article est partiellement ou en totalité issu de l’article de Wikipédia en anglais intitulé « Coatsburg, Illinois » (voir la liste des auteurs).